# Daniel Berlin (bandyspelare)
För kocken Daniel Berlin, se Daniel Berlin (krögare)
Daniel Berlin, född 22 mars 1987 i Björklinge strax utanför Uppsala, är en svensk bandyspelare som inledde sin karriär i IK Sirius Bandy. Han flyttade till Sandviken för att gå på bandygymnasiet och spelade några år med Sandvikens AIK innan det säsongen 2013/14 blev en flytt till Ryssland och Dynamo Moskva. Säsongen 2014/2015 flyttade han åter till Sverige för spel med Bollnäs GIF. Säsongen 2017/18 är han åter klar för spel med Sandvikens AIK.

## Karriär
- Svensk mästare 2011 och 2012
- Världsmästare 2009, 2010 och 2012
- Årets junior i svensk bandy 2004
- Årets man i svensk bandy 2012 och 2018